# Les Mauvaises Fréquentations (film, 1967)
Pour les articles homonymes, voir Mauvaises fréquentations.
Les Mauvaises Fréquentations est un court métrage français réalisé en 1963 par Jean Eustache, sorti en 1967.
Présenté au festival d'Évian en 1964, le film est ensuite titré Du côté de Robinson pour être exploité avec Le Père Noël a les yeux bleus en 1967. Les Mauvaises fréquentations devient alors le titre générique du film regroupant ces deux courts métrages.

## Synopsis
Un dimanche à Paris, deux copains ont rendez-vous dans un bar. Ils s'ennuient et décident de changer de quartier pour trouver une fille. Ils en suivent une qu'ils abordent, elle doit retrouver une amie dans un dancing, ils l'accompagnent. La copine n'est pas là. Ils repartent tous les trois et vont boire un verre ailleurs. La fille est mariée, séparée, a deux enfants. La quête d'un dancing accueillant reprend. Ils atterrissent au Robinson. La fille se fait inviter par un danseur, elle revient, repart danser. Les garçons s'ennuient. Las, ils décident de lui voler son portefeuille pour se venger d'être délaissés. Ils s'enfuient, vont boire un verre et partagent le butin. Le dimanche suivant ils se retrouvent, se coiffent, et repartent à la recherche d'une nouvelle conquête.

## Fiche technique
- Titre : Les Mauvaises fréquentations (premier titre, film en 16 mm), également connu sous le titre Du côté de Robinson (second titre, film gonflé en 35 mm)
- Réalisation : Jean Eustache
- Scénario et dialogues : Jean Eustache
- Images : Philippe Théaudière
- Musique : César Gattegno
- Montage : Jean Eustache
- Scripte, régie, assistante : Jeanne Delos
- Durée : 42 minutes
- Noir et blanc
- Date de sortie : 7 juin 1967

## Distribution
- Aristide : Jackson
- Daniel Bart : son ami
- Dominique Jayr : la jeune femme
- Jean Eustache

et aussi :
- René Gilson
- Jean-Pierre Léaud
- Henri Martinez
- Gérard Zimmermann[2]